# 鹊鹞
鹊鹞（学名：Circus melanoleucos）为鹰科鹞属的鸟类。在中国大陆，又名鵲鷂，是亞洲的一種猛禽，屬於鷹科鷂屬。

## 分布
分布于内蒙古、东北、青海、辽宁、河北、山东、安徽、从长江向东达四川、向南到云南、贵州、广东、海南、福建、广西等地。该物种的模式产地在斯里兰卡。
具有遷徙性的鳥類，繁殖地分佈於東俄羅斯的阿穆爾河流域以及中國東北至北韓。冬季時會廣泛分佈於從巴基斯坦至菲律賓的地區。該物種的總數量約為10,000隻，目前數量處於中度下降中。

## 描述
這種中型鷂 （長度45 厘米/18英寸，翼展115 厘米/46英寸） 通常在草原和相關的濕地築巢。冬季個體經常可見於稻田和沼澤上空狩獵。

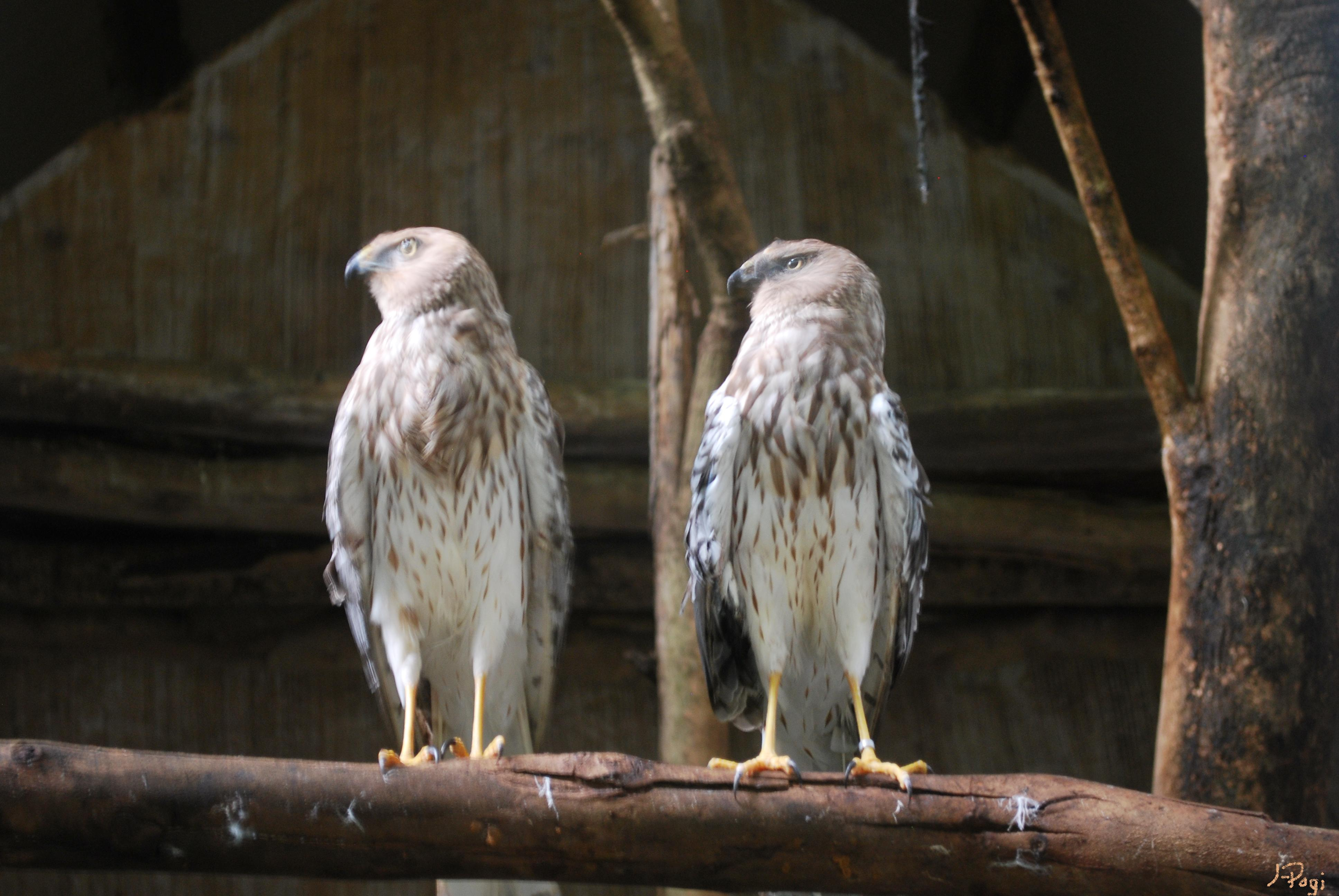

## 保护
- 中国国家重点保护动物等级：二级

## 圖集

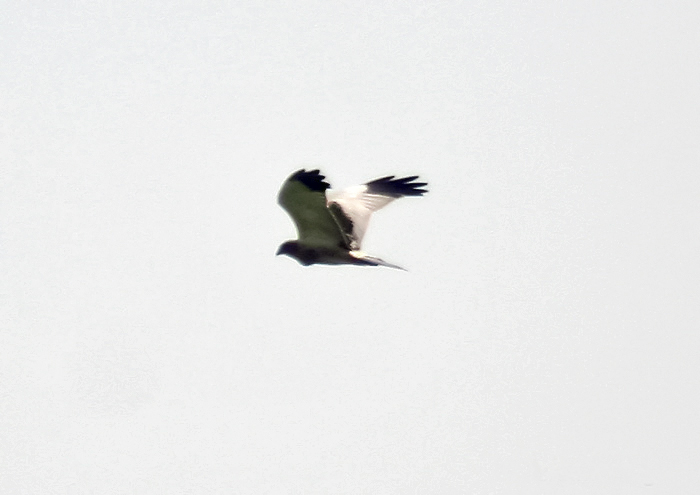
印度
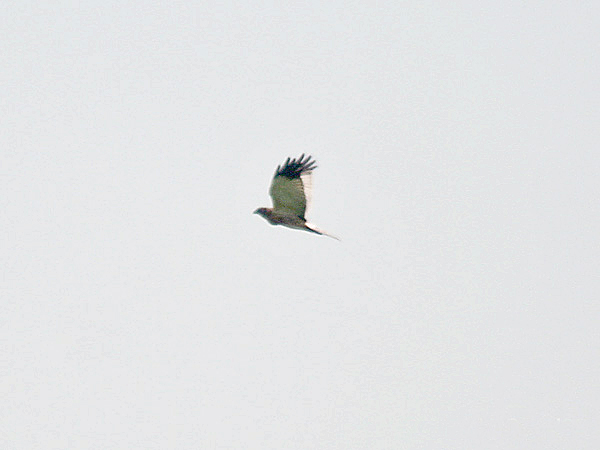
印度
雄鳥 Thrissur區的濕地, 喀拉拉邦, 印度